# Liste de ponts de la Meuse
Liste de ponts de la Meuse, non exhaustive, représentant les édifices présents et/ou historiques dans le département de la Meuse, en France.

## Ponts de longueur supérieure à 100 m

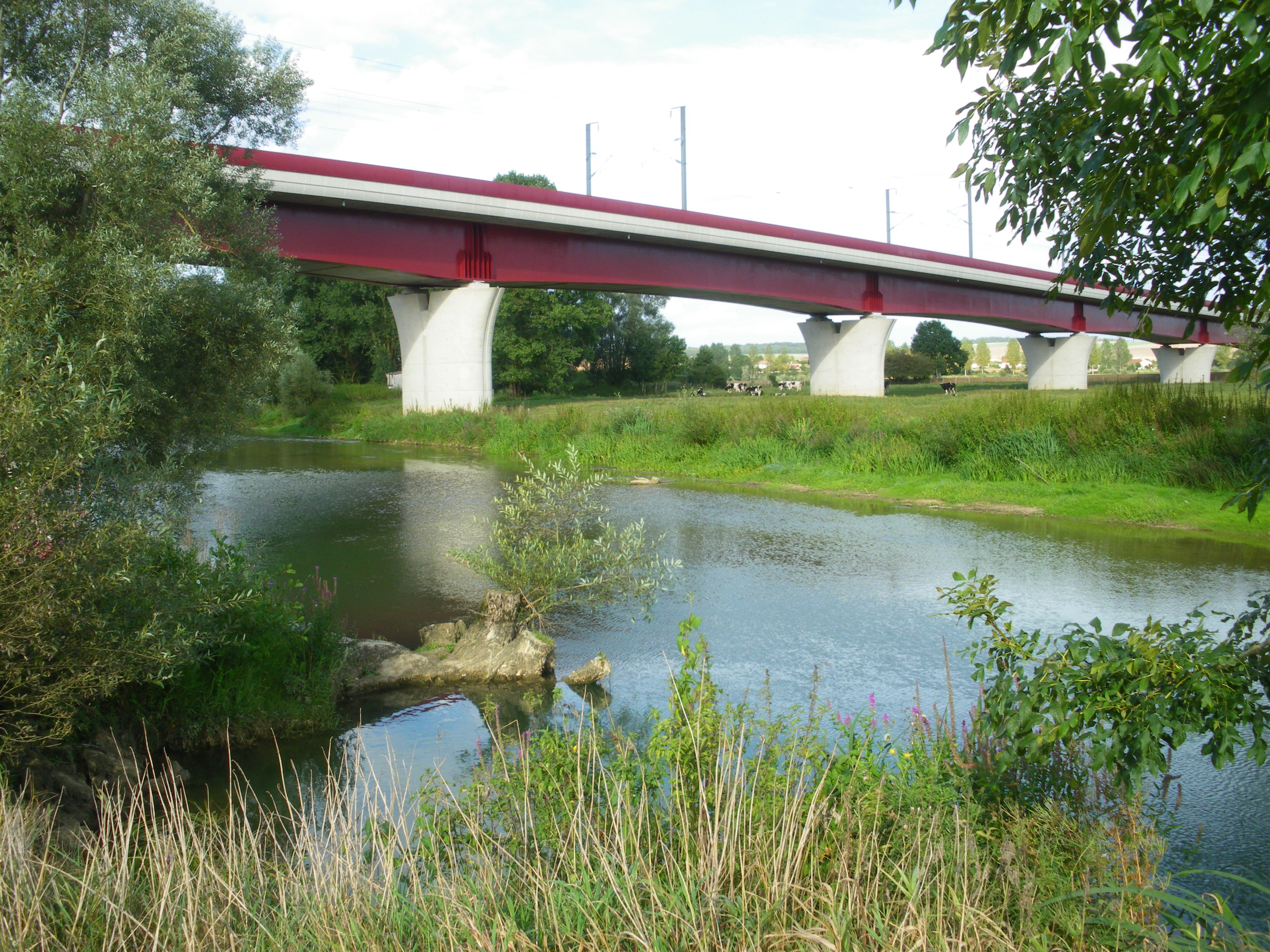
Viaduc ferroviaire de la Meuse pour la LGV.

Les ouvrages de longueur totale supérieure à 100 m du département de la Meuse sont classés ci-après par les gestionnaires de voies.

### Viaducs ferroviaires
- Viaduc de la Meuse (2005), 602,5 m (LGV Est Européenne)
- Viaduc du Canal de l'Est (2005), 309,5 m (LGV Est Européenne)
- Viaduc de Thonne-les-Près d'une longueur de 187 m sur la Ligne de Mohon à Thionville.

## Ponts de longueur comprise entre 50 m et 100 m
Les ouvrages de longueur totale comprise entre 50 et 100 m du département de la Meuse sont classés ci-après par les gestionnaires de voies.

### Routes départementales
- Pont de Vacherauville

## Ponts présentant un intérêt architectural ou historique

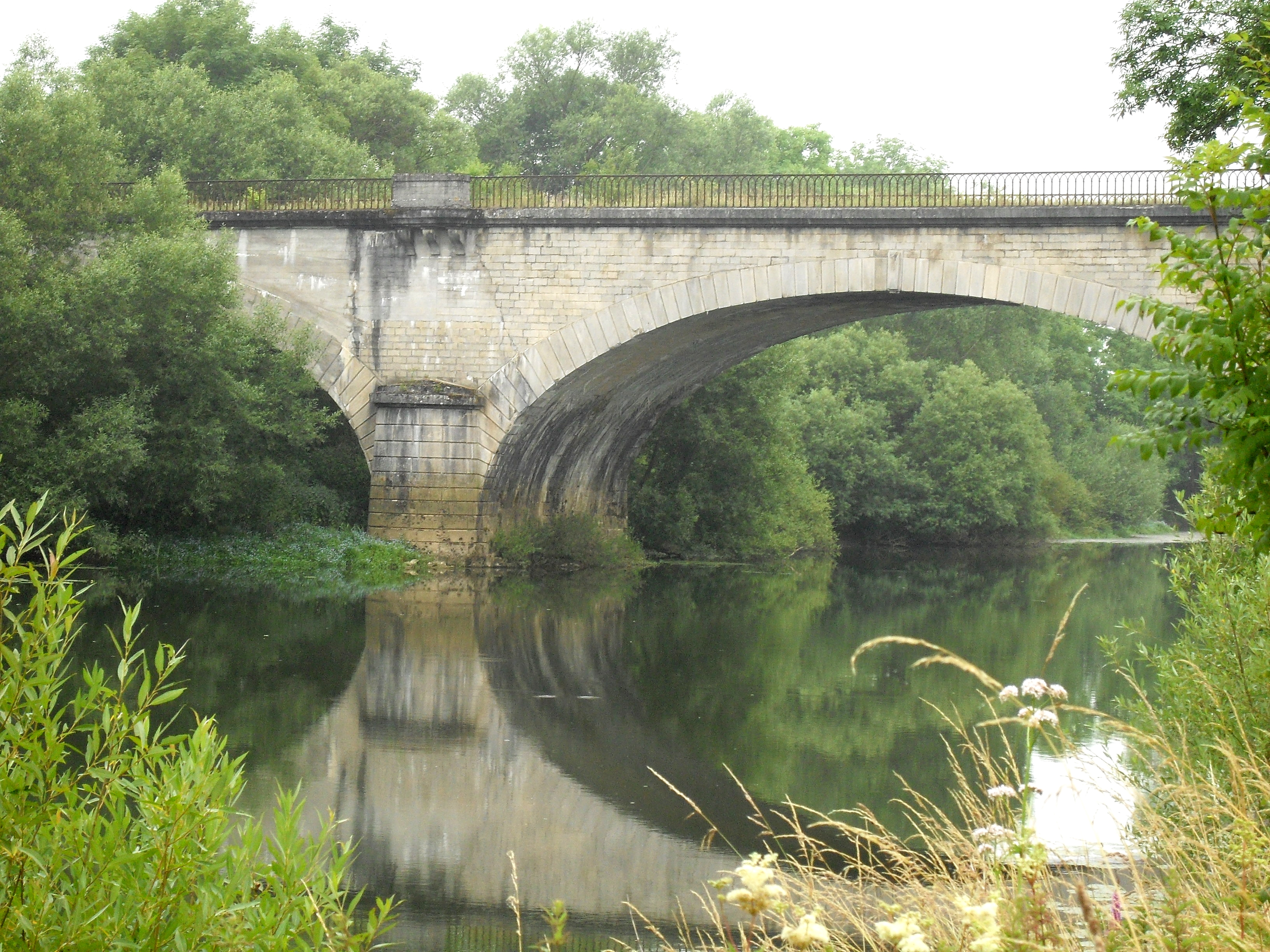
Viaduc du chemin de fer de Saint-Germain-sur-Meuse

Les ponts de la Meuse inscrits à l’inventaire national des monuments historiques sont recensés ci-après.
- Pont - Abainville - XVIIIe siècle
- Pont - Bazeilles-sur-Othain - XVIIIe siècle
- Pont - Chalaines - XXe siècle
- Pont le Juste, sur l'Ornain - Demange-aux-Eaux - XVIIIe siècle
- Pont traversant la Saulx - Haironville - XVIIe siècle
- Pont - Harville - XIXe siècle
- Pont - Houdelaincourt - XVIIIe siècle
- Pont du Naudin - Juvigny-sur-Loison - XVIIIe siècle
- Ouvrage dit du Kaiser-Tunnel - Lachalade - XXe siècle
- Pont - Neuville-lès-Vaucouleurs - XVIIIe siècle
- Pont - Remoiville - XVIIIe siècle
- Passerelle - Rigny-la-Salle - XIXe siècle
- Pont - Rigny-la-Salle - XVIIIe siècle
- Pont sur la Saulx - Rupt-aux-Nonains - XVIe siècle
- Pont - Saint-Germain-sur-Meuse - XIXe siècle ; XXe siècle
- Pont - Saint-Joire - XVIIIe siècle
- Pont de Montmeuse - Saint-Mihiel - XVIe siècle
- Pont - Sauvigny - XIXe siècle
- Pont - Taillancourt - XIXe siècle
- Pont (Viaduc) - Thonne-les-Près - XIXe siècle
- Pont - Tréveray - XVIIIe siècle
- Le Grand Pont, Sur l'Ornain - Tréveray - XVIIIe siècle ; XIXe siècle
- Pont - Verdun - XIXe siècle
- Pont Saint-Pierre - Verdun - XVIIe siècle
- Pont-écluse Saint-Amand - Verdun - XVIIe siècle

## Sources
- Base de données Mérimée du Ministère de la Culture et de la Communication.